# Thug Life: Volume 1
Thug Life, Volume I је једини студијски албум америчке хип-хоп групе Thug Life. Албум је објављен 26. септембра 1994. у издању Interscope Records и Out da Gutta Records, а дистрибуирао га је Atlantic Records. Групу, коју је основао амерички репер Тупак Шакур, чинили су Тупак, његов полубрат Моприм Шакур и Стреч (који је био у великој мери укључен у претходна Тупакова два албума), Биг Сајк, Рејтед Р и Макадошис.
На албуму гостују Y.N.V. и Нејт Дог и продукција Thug Music, која се састоји од Тупака и Стреча, професора Џеја, Џонија "Ј", Ворена Џија и Изи Мо Бија. Од 1998. године албум поново издаје Amaru Entertainment. Албум је дебитовао на 42. месту Билборд 200 листе и добио је златни сертификат од стране Удружења музичке индустрије Америке (РИАА).

## Позадина
Године 2016, Моприм Шакур, Макадошис и Биг Сајк, чланови Thug Life-а, говорили су ексклузивно за VladTV о томе како се Тупак снажно залагао за Interscope да их потпише након што је формирао групу. Сајк је објаснио да је било потребно много напора од Тупака да убеди издавачку кућу да их потпише и додао да су се тада суочили са тешком борбом са цензуром на албуму, откривајући да је због тешких критика гангстерског репа у то време оригинални албум није оно што је објављено у јавности. Говорећи више о њиховом дебитантском пројекту, Сајк је открио да Thug Life никада није требало да буде група, то је требало да буде покрет, компилацијски албум који представља више репера него што се појавило на албуму, где је један репер The Notorious B.I.G. Он је додао да је идеја да се Thug Life направи групом настала од стране Interscope-а током њиховог преаранжирања нумера са албума.
Уз многе песме које Interscope Records сматра превише контроверзним за објављивање, албум садржи само десет песама, од којих су две соло песме Тупака, две без репера. Откако је Тупак умро 1996. године, многе песме уклоњене са албума објављене су на постхумним издањима репера. Једна песма снимљена током стварања албума и укинута због његове теме је Runnin', у којој се поред Тупака и Стреча појављују Notorious B.I.G. Dramacydal и Бују Бантон. Песма је званично објављена у новембру следеће године као сингл са компилационог албума One Million Strong. Године 2003., ремикс песме, са алтернативним стихом Тупака и који садржи само The Notorious B.I.G.-а објављен је као сингл са саундтрека за документарни филм Tupac: Resurrection који је номинован за Оскара.

## Синглови
Први сингл, "Pour Out a Little Liquor" објављен је 23. августа 1994. Први пут је објављен као саундтрек за филм Above the Rim раније исте године.
Други сингл, "Cradle to the Grave", објављен је 4. новембра 1994. чија је ранија верзија објављена исте године на Тупаковом синглу "Papa'z Song".
Чиста верзија песме "How Long Will They Mourn Me?" објављена је као промо сингл и музички видео 1995. године, а 1998. године верзија албума се појавила на Тупаковом албуму Greatest Hits.
Како оригинална верзија албума никада није остварена, планирани први сингл са албума, "Out on Bail" никада није објављен, иако га је Тупак извео на додели награда Source Awards1994. и од тада га је ремиксовао Еминем и уврштен на Тупаковом постхумном албуму Loyal to the Game.

## Комерцијални учинак
Албум је сертификован златним 24. јануара 1996. године и продат је у преко 500.000 примерака.

## Списак песама
| №  | Назив                                    | Продуцент (и) | Трајање |  |
| 1. | Bury Me a G (са Наташом Вокер из Y.N.V.) | Thug Music    | 4:58    |  |
| 2. | Don't Get It Twisted                     | Jay Mopreme   | 3:19    |  |
| 3. | Shit Don't Stop                          | Thug Music    | 3:46    |  |
| 4. | Pour Out a Little Liquor                 | Johnny "J"    | 3:29    |  |
| 5. | Stay True                                | Thug Music    | 3:09    |  |

| №               | Назив                        | Продуцент (и)          | Трајање |  |
| 6.              | How Long Will They Mourn Me? | Warren G Nate Dogg Jay | 3:52    |  |
| 7.              | Under Pressure               | Thug Music             | 4:32    |  |
| 8.              | Street Fame                  | Stretch                | 4:00    |  |
| 9.              | Cradle to the Grave          | Jay Big Syke           | 4:43    |  |
| 10.             | Str8 Ballin'                 | Easy Mo Bee            | 5:04    |  |
| Укупно трајање: | Укупно трајање:              | Укупно трајање:        | 40:52   |  |